# 实业误国，炒房兴邦
实业误国，炒房兴邦，又稱实业误国，房产兴邦，实干误国、买楼兴邦是最早見於2016年的中國大陸流行語，是對2016年中國大陸製造業的不景氣，而房地產的長期景氣的反諷。2016年部分媒體以上市公司的業績和房價對比，如2016年4月《北京晨报》統計了上市公司公佈的數據，發現315家上市公司一年的利潤不足1500萬，而當時深圳一套商品房價格就是1500萬。9月20日中國大陸上市公司普天通信表示出售南京的學區房套現以避免退市風險，使這個説法頗爲流行。